# René Etiemble

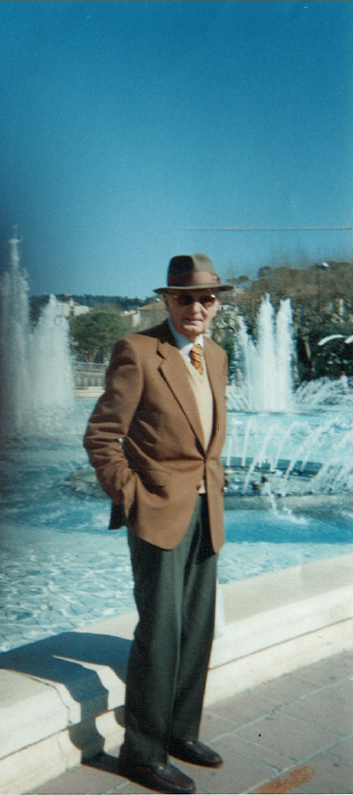
René Etiemble

René Etiemble, oder kurz Etiemble (* 26. Januar 1909 in Mayenne, Département Mayenne; † 7. Januar 2002 in Vigny, Marville-Moutiers-Brûlé, Département Eure-et-Loir), war ein französischer Sinologe, Hochschullehrer und Essayist. Als Universitätsprofessor an der Pariser Sorbonne (1955–1978) war er einer der Einführer der vergleichenden Literaturwissenschaft oder Komparatistik.

## Leben
Etiemble besuchte in Laval das Gymnasium und nach dem Baccalauréat (Abitur) zog er nach Paris, um sich dort am Lycée Louis-le-Grand auf die Aufnahmeprüfung für die École normale supérieure vorzubereiten. An die École Normale Supérieure wurde er 1929 aufgenommen und erlangte 1932 die agrégation de grammaire. Von 1933 bis 1936 war er Stipendiat der Fondation Thiers.
1988 bekam er den Balzan-Preis für vergleichende Literaturwissenschaften.

## Werke
- Rimbaud, (mit Yassu Gauclère), Gallimard, Paris 1936
- L'enfant de choeur, Gallimard, Paris 1937
- Proust et la crise de l'intélligence, Editions du Scarabée, Alexandria 1945
- Coeurs doubles. Spéctacle en dix tableaux, Editions du Scarabée, Alexandria 1948
- Peaux de couleuvre, 3 Bände, Gallimard, Paris 1948
- Six essais sur trois tyrannies, Gallimard, Paris 1951
- Le mythe de Rimbaud[3]
  - Tome I - Genèse du mythe, Gallimard, Paris 1952
  - Tome II - Structure du mythe, Gallimard, Paris 1952
    - Neuauflage durchgesehen und um 1952 der Zensur zum Opfer gefallene Stellen ergänzt: Gallimard 1961 ISBN 2-07-022260-8

  - Tome III - Succès du mythe, (angekündigt, jedoch nie erschienen)
  - Tome IV - L'année du centenaire, Gallimard, Paris 1961
- Hygiène des lettres
  - Tome I - Hygiène des lettres, Gallimard, Paris 1952
  - Tome II - Littérature dégagée, Gallimard, Paris 1955
  - Tome III - Savoir et goût, Gallimard, Paris 1958
  - Tome IV - Poètes ou faiseurs, Gallimard, Paris 1966
  - Tome V - C'est le bouquet!, Gallimard, Paris 1967
- Confucius, Club français du livre, 1956
- Le péché vraiment capital, Gallimard, Paris 1957
- L'ennemie publique. Spéctacle en dix tableaux, Gallimard, Paris 1957
- L'orient philosophique au dix-huitième siècle, 3 Bände, Centre de Documentation Universitaire, Paris 1957-1959
- Tong Yeou Ki ou Le Nouveau Singe pèlerin, Gallimard, Paris 1958
- Jules Supervielle - Etiembles. Correspondance 1936-1959, Société d'édition d'enseignement supérieure, Paris 1960
- Le babélin, 3 Bände, Centre de Documentation Universitaire, Paris 1960-1962
- L'écriture, Delpire, Paris 1961
- Blason d’un corps, Gallimard, Paris 1961
  - dt. von Eugen Helmlé: Lob eines Körpers, Karl Rauch, Düsseldorf 1970
- Comparaison n'est pas raison. La crise de la littérature comparée, Gallimard, Paris 1963
- Connaissons-nous la Chine?, Gallimard, Paris 1964
- Parlez-vous franglais?, Gallimard, Paris 1964
- Le jargon des sciences, Hermann, Paris 1966
- Le Sonnet des voyelles: De l'audition colorée à la vision érotique, Gallimard, Paris 1968
- Retours du monde, Gallimard, Paris 1969
- Yun Yu. Essai sur l'érotisme et l'amour dans la Chine ancienne, Les éditions Nagel, Chêne-Bourg 1969
- Les Jésuites en Chine, Gallimard, Paris 1973
- Essais de littérature (vraiment) générale, Gallimard, Paris 1974
- Mes contre-poisons, Gallimard, Paris 1974
- Quarante ans de mon maoïsme: 1934-1974, Gallimard, Paris 1976
- Comment lire un roman japonais? (Le Kyoto de Kawabata), Eibel, Paris 1980
- Trois femmes de race, Gallimard, Paris 1981
- Quelques essais de littérature universelle, Gallimard, Paris 1982
- Rimbaud, système solaire ou trou noir?, PUF Presses Universitaires de France, Paris 1984
- Le Cœur et la Cendre: Soixante ans de poésie, Les deux animaux, Paris 1984
- Racismes, (Précédé de Les racismes vécus par Jeanine Kohn-Étiemble) Arléa, Paris 1986
- L'Érotisme et l'Amour, Arléa, Paris 1987
- Ouverture(s) pour un comparatisme planétaire, Christian Bourgois, Paris 1988
- Lignes d'une vie (Memoiren)
  - Lignes d'une vie 1: Naissance à la littérature ou Le Meurtre du Père, Arléa, Paris 1988
  - Lignes d'une vie 2: Naissance à la politique ou Le meurtre du petit père, Arléa, Paris 1990
- L'Europe chinoise
  - L'Europe chinoise, I: De l'Empire romain à Leibniz, Gallimard, Paris 1988
  - L'Europe chinoise, II: De la sinophilie à la sinophobie, Gallimard, Paris 1989
- Nouveaux essais de littérature universelle, Gallimard, Paris 1992
- Propos d'un emmerdeur: Entretiens sur France Culture avec Jean-Louis Ezine, Arléa, Paris 1994
- Du haïku. Étude théorique du haïku, Edition Kwok On, Paris 1995